# 湯淺佑一
湯浅 佑一（ゆあさ ゆういち、1906年12月17日 - 1994年4月17日）は、日本の実業家。ユアサコーポレーション、ユアサ商事社長、会長を務めた。京都府出身。

## 経歴・人物
1930年に京都帝国大学法学部を中退し、父親が経営する金物問屋湯浅七左衛門商店に入社した。取締役、専務を経て、1945年から社長に就任し、1983年から会長に就任した。
関西経済同友会初代代表幹事、関西経済連合会副会長、関西経営者協会会長、湯川記念財団理事長などを歴任し、関西財界の重鎮として活躍した。また、1975年から日本高校野球連盟最高顧問も務めた。
1964年に紺綬褒章を受章し、1973年に藍綬褒章を受章し、1978年に勲二等瑞宝章を受章し、1987年に第3回ヒューマン大賞を受賞し、1989年に京都府スポーツ賞特別栄誉賞を受賞した。
1994年4月17日心筋梗塞のために死去。87歳没。